# Helina pegomyiina
Helina pegomyiina este o specie de muște din genul Helina, familia Muscidae, descrisă de Fritz Isidore van Emden în anul 1951.
Este endemică în Kenya. Conform Catalogue of Life specia Helina pegomyiina nu are subspecii cunoscute.